# Ichthyophis sikkimensis
Ichthyophis sikkimensis és una espècie d'amfibis gimnofions de la família Ichthyophiidae que habita a Índia.